# Sternenfohlen
Sternenfohlen (englischer Originaltitel: Unicorn School, deutsch: Einhornschule) ist eine Buchreihe von Linda Chapman, die von Einhörnern handelt.

## Handlung
Das Einhorn Wolke erlebt mit seinen Freunden Saphira, Sturmwind, Mondstrahl und Stella, die zusammen die Schule in Arkadia besuchen, unterschiedliche Abenteuer.

## Charaktere
- Das Einhorn Wolke ist die Hauptfigur der Buchreihe. Sie ist lebhaft und abenteuerlustig und besucht die Einhornschule.
- Saphira ist ein Einhorn mit langer Mähne, das nur Gutes im Sinn hat. Sie ist mit Wolke befreundet.
- Stella tritt ab dem 7. Band auf. Sie ist immer gut gelaunt und zielstrebig. Ihre Eltern sind berühmte Schauspieler und deshalb sehr beschäftigt.
- Mondstrahl ist ein schwarzes Einhorn, dessen Eltern die Könige von Arkadia sind. Daher sieht er seine Eltern nur selten. Er will immer gewinnen und gefährdet so die Freundschaft mit den anderen Einhörnern aus der Schulklasse.
- Sturmwind ist der Größte in seiner Jahrgangsstufe. Er ist tollpatschig und seine Freunde müssen sich deshalb um ihn kümmern.
- Das Trihorn ist der Direktor an der Schule.

## Bücherreihe
| Band | Titel                 | Band | Titel                     | Band | Titel                     | Band | Titel                      |
| ---- | --------------------- | ---- | ------------------------- | ---- | ------------------------- | ---- | -------------------------- |
| 01   | In der Einhornschule  | 11   | Ein magisches Fest        | 21   | Die geheime Flaschenpost  | 31   | Wolke und der Liebeszauber |
| 02   | Der Einhornprinz      | 12   | Wolkes neue Freunde       | 22   | Die Zwillingsfohlen       | 32   | Magische Schatzsuche       |
| 03   | Magische Freundschaft | 13   | Im Zauberwald             | 23   | Zauberhaftes Winterfest   | 33   | Abenteuer im Nebelwald     |
| 04   | Saphiras großer Tag   | 14   | Der magische Garten       | 24   | Mondsteinzauber           | 34   | Das magische Elfenfeuer    |
| 05   | Bezaubernde Gefährten | 15   | Sturmwind in Gefahr       | 25   | Fest in der Einhornschule |      |                            |
| 06   | Wolke in Not          | 16   | Wolke und die Waldgeister | 26   | Beste Freundinnen         |      |                            |
| 07   | Wirbel um Stella      | 17   | Im Elfenland              | 27   | Spuk im Zauberwald        |      |                            |
| 08   | Sturmwinds Geheimnis  | 18   | Bei den Trollen           | 28   | Zauberhafter Sommer       |      |                            |
| 09   | Ein zauberhaftes Team | 19   | Ferien im Palast          | 29   | Manege frei für Wolke     |      |                            |
| 10   | Kopf hoch, Saphira    | 20   | Ein Liebesbrief für Wolke | 30   | Im Tal der Drachen        |      |                            |

## Hörspiele
| Band | Titel                               |
| ---- | ----------------------------------- |
| 01   | In der Einhornschule                |
| 02   | Der Einhornprinz                    |
| 03   | Magische Freundschaft               |
| 04   | Saphiras großer Tag                 |
| 05   | Bezaubernde Gefährten               |
| 06   | Wolke in Not                        |
| 07   | Wirbel um Stella                    |
| 08   | Sturmwinds Geheimnis                |
| 09   | Ein zauberhaftes Team               |
| 10   | Kopf hoch, Saphira!                 |
| 11   | Ein magisches Fest!                 |
| 12   | Wolkes neue Freunde                 |
| 13   | Im Zauberwald                       |
| 14   | Der magische Garten                 |
| 15   | Sturmwind in Gefahr                 |
| 16   | Wolke und die Waldgeister           |
| 17   | Im Elfenland                        |
| 18   | Bei den Trollen                     |
| 19   | Ferien im Palast                    |
| 20   | Ein Liebesbrief für Wolke           |
| 21   | Die geheime Flaschenpost            |
| 22   | Die Zwillingsfohlen                 |
| 23   | Zauberhaftes Winterfest             |
| 24   | Mondsteinzauber                     |
| 25   | Fest in der Einhornschule           |
| 26   | Beste Freundinnen                   |
| 27   | Spuk im Zauberwald                  |
| 28   | Zauberhafter Sommer                 |
| 29   | Manege frei für Wolke               |
| 30   | Im Tal der Drachen                  |
| 31   | Wolke und der verflixte Zaubertrank |
| 32   | Magische Schatzsuche                |
| 33   | Abenteuer im Nebelwald              |
| 34   | Das magische Elfenfeuer             |

Mehrfachfolgen:
- Die große Sternenfohlen-Hörbox Folgen 1–3
- Die große Sternenfohlen-Hörbox Folgen 4–6
- Die große Sternenfohlen-Hörbox Folgen 7–9
- Die große Sternenfohlen-Hörbox Folgen 10–12

## Sonstiges
Linda Chapman hat auch die Buchreihe Sternenschweif geschrieben.